# Tom Rüsz Jacobsen
Tom Rüsz Jacobsen (* 20. února 1953, Tjølling) je bývalý norský fotbalový brankář. Nastupoval i v norské fotbalové reprezentaci.

## Klubová kariéra
Na klubové úrovni hrál v Norsku v klubech IF Fram Larvik, Bryne IL a Vålerenga IF. S Vålerengou vyhrál dvakrát norskou nejvyšší ligu (1981, 1983) a jednou norský fotbalový pohár (1980).

## Reprezentační kariéra
V reprezentačním A-mužstvu Norska debutoval 24. 9. 1975 v utkání v Moskvě proti týmu SSSR (prohra 0:4). Celkem odehrál v letech 1975–1983 za norský národní tým 26 zápasů.